# Wiaczesław Iwanow (wioślarz)
Wiaczesław Nikołajewicz Iwanow (ros. Вячеслав Николаевич Иванов, ur. 30 lipca 1938 w Moskwie, zm. 5 sierpnia 2024 tamże) – radziecki wioślarz (Rosjanin). Trzykrotny mistrz olimpijski, a także mistrz świata.
Wystąpił na igrzyskach olimpijskich w Melbourne w 1956 roku, gdzie zdobył złoty medal w jedynkach. W finale o 5,2 sekundy wyprzedził Australijczyka Stuarta MacKenzie i o 9,3 sekundy Johna Kelly'ego z USA. Na rozgrywanych cztery lata później igrzyskach olimpijskich w Rzymie obronił tytuł, tym razem wyprzedzając Achima Hilla ze Wspólnej Reprezentacji Niemiec oraz Polaka Teodora Kocerkę. Brał też udział w igrzyskach olimpijskich w Tokio w 1964 roku, ponownie zwyciężając w jedynkach. W finale wyprzedził Achima Hilla i Szwajcara Gottfrieda Kottmanna. Jako pierwszy skiffista zwyciężył na trzech olimpiadach. 
W 1962 zwyciężył na mistrzostwach świata w Lucernie, zostając pierwszym w historii oficjalnym mistrzem świata w jedynkach. 
Ponadto zdobywał złote medale na mistrzostwach Europy w Bledzie (1956), mistrzostwach Europy w Mâcon (1959), mistrzostwach Europy w Pradze (1961) i mistrzostwach Europy w Amsterdamie (1964), srebrny na mistrzostwach Europy w Vichy (1967) oraz brązowe na mistrzostwach Europy w Duisburgu (1957) i mistrzostwach Europy w Poznaniu (1958).
Jedenastokrotnie był mistrzem Związku Radzieckiego. Odznaczony Orderem Honoru, Orderem Czerwonego Sztandaru Pracy, Orderem „Znak Honoru”, Medalem „Za pracowniczą wybitność” i tytułem Zasłużonego Mistrza Sportu ZSRR. Został pochowany na Cmentarzu Trojekurowskim.